# Кампо-де-Вільявідель
Кампо-де-Вільявідель (ісп. Campo de Villavidel) — муніципалітет в Іспанії, у складі автономної спільноти Кастилія-і-Леон, у провінції Леон. Населення — 227 осіб (2010).
Муніципалітет розташований на відстані близько 270 км на північний захід від Мадрида, 18 км на південь від Леона.
На території муніципалітету розташовані такі населені пункти: (дані про населення за 2010 рік)
- Кампо-де-Вільявідель: 118 осіб
- Вільявідель: 109 осіб

## Демографія
Динаміка населення (INE ):